# قلعه نیجو
قلعه نیجو (به ژاپنی: 二条城 Nijō-jō) یک قلعه ژاپنی در کیوتو در ژاپن است. در سال ۱۶۰۱، توکوگاوا ایه‌یاسو، بنیان‌گذار شوگون‌سالاری توکوگاوا، دستور داد تمام اربابان فئودال در غرب ژاپن به ساخت قلعه نیجو کمک کنند، تکمیل قلعه در زمان شوگونی توکوگاوا ایه‌میتسو در ۱۶۲۶ به پایان رسید. این قلعه به منظور محل اقامت شوگون‌سالاری توکوگاوا در کیوتو ساخته شده است.

## قلعه‌های گوناگون به نام نیجو
در کتاب‌های تاریخی ژاپن تنها یک قلعه به نام نیجو وجود ندارد و چندین قلعه به این نام وجود داشته است:
1. 「二条御所 نیجوگوشو، محل سکونت شوگون سیزدهم از شوگون‌سالاری آشیکاگا
2. 「二条御所 نیجوگوشو، محل سکونت شوگون پانزدهم آشیکاگا یوشی‌آکی. این قلعه توسط اودا نوبوناگا برای زندگی شوگون پانزدهم ساخته شده و بازسازی قلعه نیجوگوشو متعلق به شوگون سیزدهم است.
3. 「二条新御所 نیجو شین گوشو」محل اقامت اودا نوبوناگا در کیوتو که بعد در سال ۱۵۷۹ شاهزاده سانه‌هیتو در آن سکونت کرد. نوبوناگا در هنگام اقامت در کیوتو در معبد میوکاکو ساکن می‌شد و قلعه نیجو در همسایگی این معبد قرار داشت و به علت زیبایی باغ آن مورد توجه نوبوناگا قرار گرفت. صاحب قبلی آن نیجو هارویوشی. نیجو آکیزانه پدر و پسر بودند و همسر آکیزانه دختر نوبوناگا بود. کمی قبل از آن آن دو از نوبوناگا پاداش گرفته بودند و در محل دیگری ساکن شده بودند و قلعه نیجو خالی بود. به همین علت نوبوناگا هنگام اقامتش در کیوتو در آن اقامت می‌کرد. در هنگام حادثه معبد هوننو پسر و جانشین نوبوناگا اودا نوبوتادا در معبد میوکاکو در کیوتو خبر کودتا را شنید و قصد داشت به یاری پدرش راهی معبد هوننو شود که مورای ساداکاتسو به وی خبر داد که پدرش کشته شده است به همین علت نوبوتادا در قلعه نیجو که استحکامات بهتری داشت، جای گرفت. قلعه نیجو مورد حمله سپاه آکچی میتسوهیده قرار گرفت و نوبوتادا به همراه ۶۰ نفر دیگر کشته شدند و در طی این حملات قلعه نیجو سوخت و خاکستر شد.
4. 「二条第/ 妙顕寺城 قلعه میوکنجی/نیجو دای」محل اقامت تویوتومی هیده‌یوشی در سال ۱۵۸۳ پس از حادثه معبد هوننو و مرگ نوبوناگا، هیده‌یوشی مصالح را از معبد میوکنجی تهیه کرده و آن را به قلعه نیجو منتقل کرد به همین علت این قلعه به نام قلعه میوکنجی خوانده می‌شد.
5. 「二条離宮 نیجو ریکیو/ویلای نیجو」 محل اقامت توکوگاوا ایه‌یاسو در کیوتو